# Підвисоке (Коломийський район)
Підвисо́ке — село в Україні, у Снятинській міській громаді Коломийського району Івано-Франківської області.
Відповідно до Розпорядження Кабінету Міністрів України від 12 червня 2020 року № 714-р «Про визначення адміністративних центрів та затвердження територій територіальних громад Івано-Франківської області» увійшло до складу Снятинської міської громади.

## Історія
За Королівською люстрацією 1565 року в селі налічувались 26 господарів і піп (отже, була й церква).

## Культура
У селі відбувалися зйомки української стрічки «Борода» режисера Дмитра Сухолиткого-Собчука у складі проекту «Україно, Goodbye!».

## Чисельність та етнічний склад населення
| Населення села Підвисоке: | Населення села Підвисоке: | Населення села Підвисоке: | Населення села Підвисоке: | Населення села Підвисоке: |        |           |
| Рік                       | Всі жителі                | Українці                  | Поляки                    | Євреї                     | Угорці | Молдавани |
| ------------------------- | ------------------------- | ------------------------- | ------------------------- | ------------------------- | ------ | --------- |
| 1892                      | 1 857                     | 1 723                     | 52                        | 80                        | ?      | 2         |
| 1921                      | 1 977                     | 1 743                     | 145                       | 85                        | ?      | 4         |
| 1931                      | 2 215                     | 1 838                     | 277                       | 95                        | ?      | 5         |
| 1939                      | 2 602                     | 2 142                     | 347                       | 107                       | ?      | 6         |
| 1989                      | 2 571                     | 2 570                     | -                         | -                         | -      | 1         |
| 2001                      | 2 415                     | 2 414                     | -                         | -                         | -      | 1         |
| 2012                      | 2 297                     | ?                         | -                         | -                         | -      | ?         |
| 2024                      | 2 115                     | ?                         | -                         | -                         | -      | ?         |

Мова
Розподіл населення за рідною мовою за даними перепису 2001 року:
| Мова       | Кількість | Відсоток |
| ---------- | --------- | -------- |
| українська | 2 414     | 99.95%   |
| молдовська | 1         | 0.05%    |